# NGC 249
NGC 249는 큰부리새자리에 위치한 발광 성운이다. 1826년 9월 5일, 스코틀랜드인 천문학자 James Dunlop에 의해 발견되었다.

## 같이 보기
- 신판일반목록 천체 목록